# Королёв, Юрий Дмитриевич
Юрий Дмитриевич Королёв (род. 18 февраля 1945, Бугульма Татарской АССР) — советский и российский учёный в области физики газового разряда, доктор физико-математических наук, профессор кафедры сильноточной электроники ТПУ, заведующий лабораторией низкотемпературной плазмы ИСЭ СО РАН.

## Биография
В 1967 г. окончил радиофизический факультет Томского государственного университета. Трудовую деятельность начал в НИИ ядерной физики при Томском политехническом институте с 1968 г. Со следующего года перешёл в Институт оптики атмосферы СО АН СССР (ИОА СО АН СССР). С 1971 по 1973 год учился в аспирантуре Томского института автоматизированных систем управления и радиоэлектроники. После чего продолжил исследования в ИОА СО АН СССР.
В 1980 году организовал и возглавил Лабораторию низкотемпературной плазмы в Институте сильноточной электроники СО АН СССР, созданную на основе группы газовой электроники для развития работ по импульсным объёмным разрядам в газах высокого давления.
Доктор физико-математических наук (1985). Профессор.
С 1990 года по совместительству — профессор кафедры сильноточной электроники Томского политехнического института (университета).
Автор (соавтор) более 140 научных работ, в том числе 5 монографий и 1 научного открытия.

## Награды и премии
- Лауреат Государственной премии РФ в области науки и техники 1998 г.
- Медаль ордена «За заслуги перед Отечеством» II ст. (2010).

## Из библиографии
- Автоэмиссионные и взрывные процессы в газовом разряде / Ю. Д. Королёв, Г. А. Месяц. — Новосибирск : Наука : Сиб. отд-ние, 1982. — 255 с. : ил.
- Физика импульсного пробоя газов / Ю. Д. Королёв, Г. А. Месяц. — М. : Наука, 1991. — 222,[1] с. : ил.; 22 см; ISBN 5-02-014173-9

Учебные пособия
- Элементарные и кинетические процессы в газоразрядной плазме : учебное пособие / Ю. Д. Королёв. — Томск : Томский политехнический ун-т, 2009. — 115 с. : ил., табл.; 21 см.